# Tim Sherwood
Pour les articles homonymes, voir Tim et Sherwood.
Tim Sherwood est un footballeur anglais devenu entraîneur né le 2 février 1969 à St Albans. Il évoluait au poste de milieu défensif.

## Biographie
Sherwood fait ses débuts professionnels le 12 septembre 1987, lors d'un match pour Watford contre le Sheffield Wednesday.
En 2008, il est nommé entraîneur adjoint du Tottenham Hotspur. Le 16 décembre 2013, à la suite du limogeage du Portugais André Villas-Boas, il est nommé entraîneur par intérim. Le 23 décembre 2013, il est confirmé à ce poste avec un contrat jusqu'à la fin de la saison 2014-15.
Le 14 février 2015, il prend la suite de Paul Lambert, limogé, à Aston Villa et y signe un contrat s'étendant jusqu'à la fin de la saison 2017-18. À sa prise de fonction, le club est 18e. Il dirige son premier match à la tête des Villans lors de la 26e journée face à Stoke City (défaite 1-2) et remporte son premier match au cours de la 28e journée face à West Bromwich Albion (2-1). Après une 17e place et avoir maintenu le club en Premier League, il connait un début de saison 2015-16 délicat. À la suite d'une défaite contre Swansea, la huitième, lors de la 10e journée, il est limogé de son poste d'entraineur. Le club est alors dernier avec 4 points.

## Palmarès
- Blackburn Rovers
  - Champion d'Angleterre en 1995
  - Vice-champion d'Angleterre en 1994
- Portsmouth FC
  - Champion d'Angleterre de deuxième division en 2003
- Tottenham Hotspur
  - Vainqueur de la League Cup en 1999
  - Finaliste de la League Cup en 2002